# Bataille de la Maritsa
Pour les articles homonymes, voir Maritsa (homonymie).
 (mars 2020).
Si vous disposez d'ouvrages ou d'articles de référence ou si vous connaissez des sites web de qualité traitant du thème abordé ici, merci de compléter l'article en donnant les références utiles à sa vérifiabilité et en les liant à la section « Notes et références ».
La bataille de Maritsa eut lieu près de la Maritsa à côté du village de Černomen (aujourd'hui Orménio en Grèce) le 26 septembre 1371 entre les forces turques de Lala Şâhin Paşa et le roi serbe de Macédoine Vukašin Mrnjavčević.

## Origine du conflit
Les Turcs Ottomans s'étaient installés depuis le milieu du XIVe siècle en Thrace, qu'ils nommaient Roumélie (terre des Romains). Le sultan Murad Ier était occupé en Asie Mineure où se trouvait la majeure partie du territoire ottoman. Il avait laissé le soin de défendre ses nouvelles possessions d'Europe à son général Lala Şâhin Paşa.
Les Turcs étaient une menace pour Constantinople et les Bulgares mais surtout pour les Serbes qui, depuis la Bataille de Velbazhd, imposaient leur autorité à la région. Après la mort de l'empereur serbe Dusan, l'Empire serbe s'était divisé en plusieurs royaumes et principautés souvent rivales. Le roi Vukašin Mrnjavčević contrôlait une grande partie de la Macédoine, sans Thessalonique. Son frère Ugljesa dirigeait une principauté autour de la ville de Serrès.
Vukasin était en conflit larvé avec Mourat Ier au sujet de la ville de Plovdiv. Avec l'aide de son frère, il décida de profiter de l'absence du sultan pour attaquer les Ottomans et chasser les Turcs d'Europe.

## Préparations des armées
Vukašin et son frère savaient qu'ils devraient rassembler une puissante armée[citation nécessaire]. Ils ne trouvèrent pas d'aide auprès des autres seigneurs serbes (comme Lazar Hrebeljanović ou Vuk Branković), soit parce qu'ils avaient déjà été en guerre avec eux, soit ils n'avaient pas réussi à les convaincre de l'importance de la menace turque.
Par contre, les Byzantins et les Bulgares qui souffraient déjà de l'occupation ottomane sur une partie de leurs terres se joignirent en nombre à l'armée du roi serbe. De plus, d'après les auteurs turcs, l'armée serbe comptait aussi des troupes hongroises.
Les Turcs, de leur côté, rassemblèrent au plus vite un maximum de soldats lorsqu'ils apprirent la menace qui pesait sur leur capitale. Mais ils étaient bien conscients d'être en très grande difficulté car ils se retrouvaient à quatre contre un, alors que les Serbes sûrs de leur victoire à Édirne se projetaient déjà sur les objectifs suivants.

## Mouvements stratégiques des armées
L'armée chrétienne progressa lentement en territoire ottoman, elle établit son camp à moins de quarante kilomètres d'Edirne, au bord de la Maritsa juste à côté de la ville d'Orménio. Sachant qu'ils n'étaient plus loin de leur objectif, ils décidèrent de s'installer ici pour établir le plan de siège. Sûrs de leurs forces, les Serbes installèrent le camp sans grande vigilance et, surtout le soir venu, le camp n'était plus du tout surveillé car l'armée des chrétiens pensait que les Turcs, musulmans, n'allaient pas les combattre de nuit car il était interdit pour un musulman de faire cela,.
Les Turcs, voyant la supériorité numérique de leur adversaire, décidèrent d'attaquer le camp de nuit, conscients que le rapport de force les défavorisait dans une bataille rangée.

## La bataille
Les Turcs attaquèrent le camp du roi serbe quelques heures avant l'aube, le jour même où celui-ci avait prévu de faire mouvement sur Edirne, créant la surprise chez les Serbes. La bataille qui s'ensuivit était plus proche du massacre que d'une bataille. Les Ottomans pénétrèrent dans toutes les parties du camp et tuèrent les soldats dans leur sommeil. La seule alarme qui fut déclenchée fut celle des cris des hommes qui fuyaient devant l'avancée des Turcs. Le roi serbe et son frère trouvèrent tous les deux la mort au cours de la bataille.
Dans son livre Süleyman, Hürrem et les Serbes, le journaliste serbe Luka Mičeta cite l'historien turc Mehmed Neşri :
« On raconte que les Serbes qui se sont réunis […] et sont venus jusqu’à Edirne sont des infidèles. Lala Şâhin rassembla les gazi qui étaient prêts et les emmena affronter les infidèles. Le soir à la tombée de la nuit, il ordonna de battre les tambours. S’appuyant sur un pied de vigne divin, il s’écria comme le veut la croyance islamique : « Allah est le plus grand ! » Lala Şâhin et ses gazis se précipitèrent comme des faucons quand ils piquent sur les choucas. L’infidèle se figea […] Cela se passait près de la rivière Maritsa. La majorité des infidèles se jetèrent dans la rivière. Ils s’y noyèrent. Peu d’entre eux réussirent à survivre. Ceux qui restaient furent tous abattus. »

## Signature de la paix
Après la victoire ottomane, le royaume de Vukasin est sans défense, obligeant son fils Marko Mrnjavčević à reconnaître la suzeraineté de Mourad Ier.

## Développements et conséquences
Pour l'Empire ottoman cette bataille constitua une réussite inespérée, faisant de l'émirat ottoman une puissance balkanique. Jusqu'alors, la majorité de la puissance ottomane était due à ses territoires d'Asie Mineure. 
Après cette bataille, la proportion de richesse bascula vers l'Europe. En effet, les non-musulmans devaient payer un impôt pour pouvoir pratiquer leur religion, l'Europe étant peuplée de chrétiens, les caisses de l'Empire se remplirent très vite. La puissance militaire des Turcs augmenta aussi considérablement car toutes les familles non-musulmanes devaient « offrir » à l'Empire leur premier né de sexe mâle pour qu'il serve comme janissaire dans l'armée turque.
Avant cette bataille, il était encore possible pour les chrétiens de vaincre la menace turque, selon l'appellation de Rome et Constantinople. Après la défaite de la Maritsa qui a vu disparaître le royaume serbe de Macédoine, l'avantage n'était plus du côté des seigneurs serbes. Les Serbes n'ont plus jamais déclenché de guerre contre l'Empire ottoman, ne menant que des campagnes défensives.